# 西村玲
西村 玲（にしむら りょう、1972年6月7日 - 2016年2月2日）は、日本の思想史研究者。公益財団法人中村元東方研究所研究員。日本仏教を中心とした日本思想史・宗教史を専門とする。

## 概要
東京都生まれ。
東北大学文学部にて佐藤弘夫の指導のもと、日本思想史を学ぶ。東北大学大学院文学研究科博士前期課程修了、2004年、東北大学大学院文学研究科博士後期課程を修了（博士（文学））。財団法人東方研究会研究員、日本学術振興会特別研究員等を経て、改めて財団法人東方研究会（後に中村元東方研究所と改称）研究員となる。学術振興会特別研究員時代は、東京大学大学院に研究拠点を置き、末木文美士等の指導を受けた。また、そのうち1年間はプリンストン大学に客員研究員として滞在した。
2009年に「普寂を中心とする日本近世仏教思想の研究」により、第6回日本学術振興会賞を受賞し、その受賞者の中でも特に優れた業績に与えられる日本学士院学術奨励賞も翌年に受賞した。近世仏教史研究の若手研究者として多くの優れた研究業績を残し、晩年は近代仏教思想史にも関心を拡げていた。
2016年2月2日に自殺。生前に親交の深かった佐藤宏宗が住職を務める臨済宗大徳寺派福聚院（福聚禅院）に永眠する。

### 自殺に関して
2019年4月に、遺族への取材をした『朝日新聞』により死去に関わる事情が報道された。記事によると、多数の研究業績があったにもかかわらず、大学の研究職に就職できない状況が続き、衣食住は両親に頼り、研究費は非常勤講師やアルバイトでまかなっていたという。2014年に男性医師と結婚したが、半年もたたずに同居生活が破綻し、離婚届を提出したその日に自殺した。

## 略歴
- 1996年 東北大学文学部史学科卒業
- 2004年 東北大学大学院文学研究科博士課程後期修了（博士（文学））
- 2004年 - 2005年 財団法人東方研究会研究員
- 2005年 - 2007年 日本学術振興会特別研究員（SPD）
- 2005年 - 2006年 プリンストン大学客員研究員
- 2008年 - 2016年 公益財団法人中村元東方研究所研究員
- 2008年 - 2014年 国際日本文化研究センター共同研究員

## 受賞
- 第6回日本学術振興会賞（2009年）[6]
- 第6回日本学士院学術奨励賞（2010年）[6]

## 著作
- 『近世仏教思想の独創─僧侶普寂の思想と実践─』トランスビュー、2008年5月。ISBN 978-4901510608
- 『近世仏教論』法藏館、2018年1月。ISBN 978-4831862471

### 翻訳
- 『井筒俊彦英文著作翻訳コレクション 東洋哲学の構造――エラノス会議講演集』井筒俊彦著、澤井義次監訳、金子奈央・古勝隆一共訳、慶應義塾大学出版会、2019年4月。ISBN 978-4766424591

### 論文等
- 「中世における法相の禅受容」『日本思想史研究』31号、1999年
- 「合理の限界とその彼方―近世学僧・普寂の苦闘―」『宗教研究』75(3)、2001年
- 「可知と不可知の隘路─近世・普寂の法相批判―」『南都仏教』82号、2002年
- 「日本近世における絹衣論の展開」『仏教史学研究』46(2)、2003年
- 「蚕の声　―近世律僧における絹衣禁止について―」『日本仏教綜合研究』 1号、2003年
- 「聖俗の反転─富永仲基『出定後語』の真相」『宗教研究』342号、2004年
- 「不退の浄土─普寂の実践観─」『東アジア仏教研究』3号、2005年
- 「普寂の華厳理解」『印度学仏教学研究』 54(1)、2005年
- 「徳門普寂─その生涯（1707─1781）─」『インド哲学仏教学研究』14号、2007年
- 「普寂の大乗仏説論」『宗教研究』351号、2007年
- 「教判を生きる─普寂の大乗仏説論─」『宗教研究』352号、2007年
- 「近世浄土教団における戒律観の変遷─普寂批判を通して─」『仏教学』49号、2007年
- 「大乗非仏説の歴史的展開─近世思想から近代仏教学へ─」『宗教研究』363号、2010年
- 「アボカドの種・仏の種子──仏教思想は環境倫理に何ができるか」『エコ・フィロソフィ研究』4号、2010年
- 「虚空と天主─中国・明末仏教のキリスト教批判─」『宗教研究』366号、2010年
- 「教学の進展と仏教改革運動」末木文美士編集『新アジア仏教史　日本Ⅲ　民衆仏教の定着』、第4章、佼成出版社 2010年
- 「釈迦信仰の思想史的展開──大乗非仏説をめぐる近代化とは何か」『東方』26号、2011年3月
- 「近世仏教におけるキリシタン批判──雪窓宗崔を中心に」『日本思想史学』43号、2011年9月
- 『別冊太陽 日本のこころ182　名僧でたどる日本の仏教』（分担執筆）平凡社、2011年
- 「不殺生と放生会」『エコ・フィロソフィ研究』6号、2012年3月
- 「東アジア仏教のキリスト教批判──明末仏教から江戸仏教へ」中野三敏・楠元六男編『江戸の漢文脈文化』竹林舎、2012年
- 末木文美士編『日本をつくった名僧100人』 （貞慶、良遍、叡尊、天海、金地院崇伝、沢庵宗彭、袋中良定、鈴木正三、草山元政、隠元隆琦、鉄眼道光、了翁道覚、円空、盤珪永琢、白隠慧鶴、大典顕常、鳳潭、普寂、慈雲飲光、良寛、月性の各項目担当）平凡社、2012年
- 「近世仏教論」末木文美士・黒住真・佐藤弘夫・田尻祐一郎・苅部直編集『日本思想史講座3─近世』ぺりかん社、2012年
- 「慧命の回路──明末・雲棲祩宏の不殺生思想──」『宗教研究』374号、2012年12月
- 「日本における須弥山論争の展開」『印度学仏教学研究』 61(2)、2013年3月
- 「釈迦信仰の思想史的展開――『悲華経』から大乗非仏説へ」吉田公平・小坂国継・岩井昌悟編『近代化と伝統の間―明治期の人間観と世界観』教育評論社、2016年